# Micha Hancock
Micha Hancock est une joueuse de volley-ball américaine née le 10 novembre 1992 à McAlester (Oklahoma). Elle mesure 1,77 m et joue au poste de passeuse.

## Clubs
| Club                        | De        | À         |
| --------------------------- | --------- | --------- |
| Nittany Lions de Penn State | 2011-2012 | 2013-2014 |
| Imoco Conegliano            | jan 2015  | mars 2015 |
| Indias de Mayagüez          | mars 2015 | mai 2015  |
| MKS Dąbrowa Górnicza        | 2015-2016 | 2015-2016 |
| Volleyball Wrocław          | 2016-2017 | 2016-2017 |

## Palmarès

### Clubs
- Championnat de Porto Rico
  - Finaliste : 2015.

### Distinctions individuelles
- Coupe panaméricaine de volley-ball féminin 2016: Meilleure serveuse[3].